# Бен Ладен (семья)

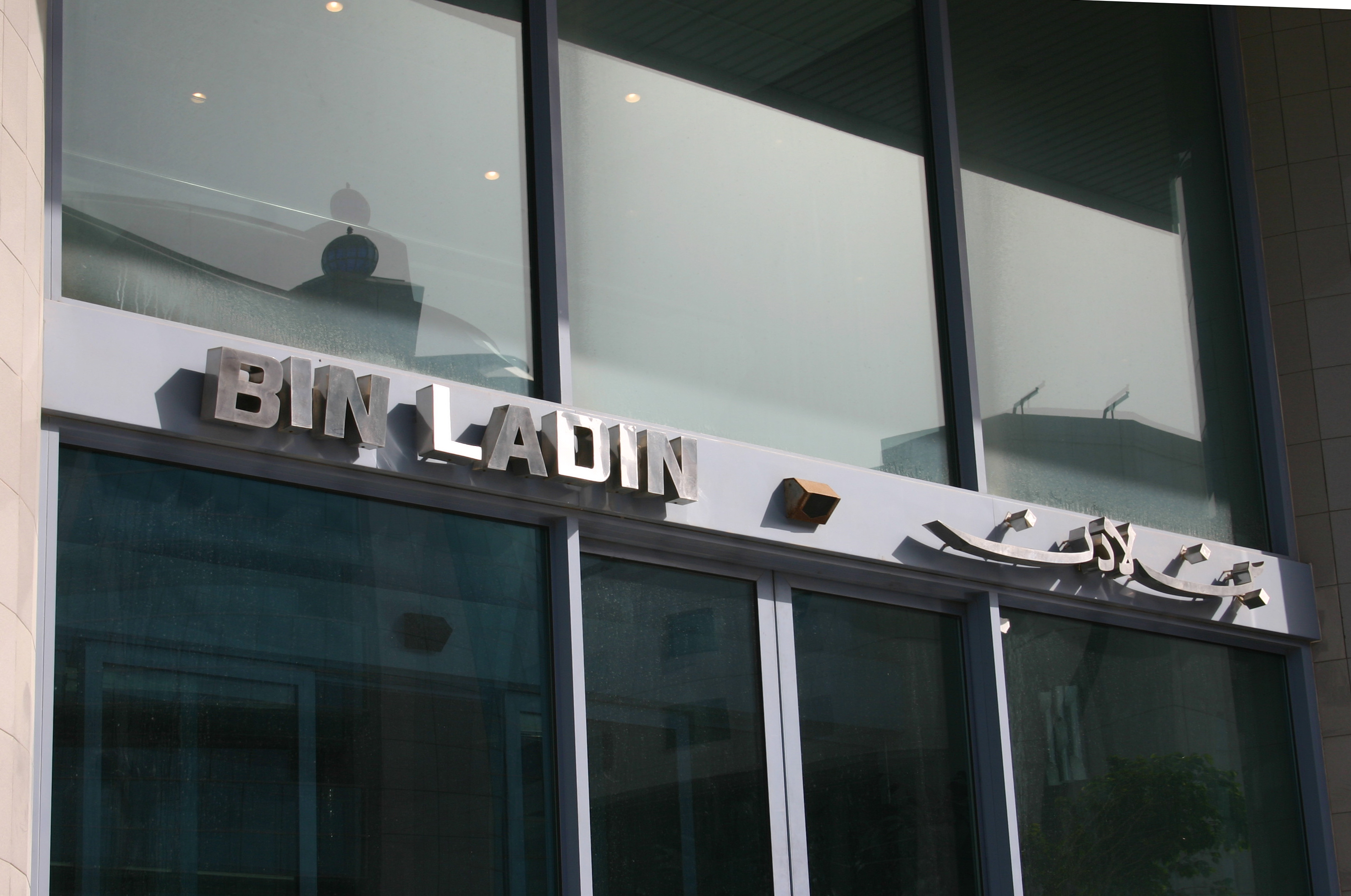
Офисное здание семьи бен Ладен в Саудовской Аравии

Семья бен Ладен (араб. بن لادن‎) — богатая семья, тесно связанная с самыми влиятельными кругами саудовской королевской семьи. Клан оказался в центре внимания средств массовой информации всего мира из-за деятельности одного из её членов Усамы бен Ладена. Финансовые интересы семьи бен Ладен представляет компания Saudi Binladin Group, глобальный конгломерат по управлению нефтью и акционерным капиталом, ежегодно приносящий 2 миллиарда долларов, и крупнейшая строительная фирма в мире с офисами в Лондоне, Дубае и Женеве.

## Начало
Семья ведёт свое происхождение от Авада бен Ладена из деревни Эр-Рубат, расположенной в Вади-Доане в долине Тарим, в йеменской мухафазе Хадрамаут. Его сын Мухаммед ибн Авад бен Ладен эмигрировал в Саудовскую Аравию перед началом Первой мировой войны. В 1930 году он основал строительную компанию и привлёк к себе внимание Сауд ибн Абдул-Азиза своими проектами, позже получив контракты на капитальные реновации в Мекке, где Мухаммед ибн Авад бен Ладен сделал свое первоначальное состояние на исключительных правах на строительство всех мечетей и других религиозных зданий не только в Саудовской Аравии, но и там где было сильно влияние Ибн Сауда. Вплоть до своей смерти Мухаммед бен Ладен обладал исключительным правом на реставрацию мечети Эль-Акса в Иерусалиме. Вскоре корпорация бен Ладена распространилась далеко за пределы строительного бизнеса.
Особая близость Мухаммеда к саудовской монархии была унаследована следующим поколением семьи бен Ладен. Его сыновья учились в колледже Виктории в египетской Александрии.
Когда в 1967 году Мухаммед бен Ладен умер, бразды правления делами семьи взял на себя его сын Салем бен Ладен. Он был одним из 54 детей основателя династии от его многочисленных жён.

## Члены семьи
Согласно американским и европейским источникам семья бен Ладен может насчитывать до 600 человек. В 1994 году клан отказался от Усамы бен Ладена, а правительство Саудовской Аравии аннулировало его паспорт и лишило гражданства за публичные выступления против властей страны относительно их разрешения американским войскам базироваться в Саудовской Аравии в рамках подготовки к войне 1991 года в Персидском заливе.
Семья бен Ладен подразделяется на «группы» в зависимости от происхождения жён основателя династии: наиболее сильная и многочисленная «саудовская», «сирийская», «ливанская» и «египетская» группы. Последняя является крупнейшим частным иностранным инвестором Египта, у которой работает около 40 000 человек. Усама бен Ладен — единственный сын одиннадцатой жены Мухаммеда бен Ладена, Хамиды аль-Аттас, происходящей из Сирии, что делает Усаму членом «сирийской группы».